# Dienstgrade der Feuerwehr in Hessen
Dieser Artikel behandelt die Dienstgrade, Dienstgradabzeichen sowie Funktionskennzeichnung im Einsatz bei den Freiwilligen Feuerwehren, Berufsfeuerwehren, an der Landesfeuerwehrschule und bei den Brandschutzaufsichtsbehörden in Hessen.

## Freiwillige Feuerwehr
Rechtsgrundlage ist das Gesetz- und Verordnungsblatt vom 7. November 2022, veröffentlicht vom Hessischen Ministerium des Innern und für Sport.
Die Ernennung zum jeweiligen Dienstgrad ist neben der Dienstzeit primär mit der Fach- und Führungsqualifikation der Feuerwehrangehörigen sowie vor allem bei den höheren Dienstgraden auch mit ausgeübter Funktion und der Größe der Freiwilligen Feuerwehr verknüpft. Eine Beförderung nur aufgrund zeitlich längerer Zugehörigkeit zur Feuerwehr ist nicht vorgesehen. Es besteht kein Rechtsanspruch auf einen Dienstgrad.

### Beschreibung der Dienstgradabzeichen und Funktionsabzeichen
- Dienstgradabzeichen und Funktionsabzeichen aus dunkelblauem Stoff, 90 mm breit, 38, 51 oder 64 mm (mit Einfassung in Eichenlaub 77 mm) hoch, umlaufender Rand als Litze 2 mm, stets 6 mm vom Rand.
- Balken 60 mm breit und 8 mm hoch. Abstand der Balken voneinander 5 mm. Abstand zwischen Balken 7 mm.
- Vierzackiger Stern mit 15 mm Durchmesser.
- Jugendfeuerwehrflamme mittig.
- Sechszackiger silberfarbener Stern aus zwei ineinander gestellten gleichseitigen Dreiecken mit 17 mm Kantenlänge.
- Sechszackiger goldfarbener Stern aus zwei ineinander gestellten gleichseitigen Dreiecken mit 17 mm Kantenlänge.
- Richtfarben: Karmesinrot/Hellkarmesin RAL3014, Silber/Silbergrau RAL 7001, Gold/Goldgelb RAL 1004

gezeigte Darstellungen sind nicht maßstabsgerecht.

### Dienstgrade
| Dienstgrad                                        | Abkürzung    | Abzeichen    | Beschreibung                                      | Voraussetzung                                                                   |
| Mannschaften                                      | Mannschaften | Mannschaften | Mannschaften                                      | Mannschaften                                                                    |
| ------------------------------------------------- | ------------ | ------------ | ------------------------------------------------- | ------------------------------------------------------------------------------- |
| Feuerwehrfrau-Anwärterin / Feuerwehrmann-Anwärter | FFrA / FMA   | FFrA / FMA   | Litze in Karmesinrot                              | Mitgliedschaft in der Einsatzabteilung einer Freiwilligen Feuerwehr             |
| Feuerwehrfrau / Feuerwehrmann                     | FFr / FM     | FFr / FM     | Ein Balken und Litze in Karmesinrot               | Truppmannausbildung Teil 1 (Grundlehrgang)                                      |
| Oberfeuerwehrfrau / Oberfeuerwehrmann             | OFFr / OFM   | OFFr / OFM   | Zwei Balken und Litze in Karmesinrot              | drei Dienstjahre 1 4, Truppmannausbildung Teil 1 und 2 und ein Sonderlehrgang 2 |
| Hauptfeuerwehrfrau / Hauptfeuerwehrmann           | HFFr / HFM   | HFFr / HFM   | Drei Balken und Litze in Karmesinrot              | vier Dienstjahre, Lehrgang Truppführer und zwei Sonderlehrgänge                 |
| Führungskräfte                                    |              |              |                                                   |                                                                                 |
| Löschmeisterin / Löschmeister                     | LM'in / LM   | LM'in / LM   | Ein Balken in Karmesinrot und Litze silberfarben  | vier Dienstjahre, Lehrgang Gruppenführer und drei Sonderlehrgänge               |
| Oberlöschmeisterin / Oberlöschmeister             | OLM'in / OLM | OLM'in / OLM | Zwei Balken in Karmesinrot und Litze silberfarben | fünf Dienstjahre, Lehrgang Gruppenführer 3 und vier Sonderlehrgänge             |
| Hauptlöschmeisterin / Hauptlöschmeister           | HLM'in / HLM | HLM'in / HLM | Drei Balken in Karmesinrot und Litze silberfarben | fünf Dienstjahre, Lehrgang Zugführer 3 und vier Sonderlehrgänge                 |
| Brandmeisterin / Brandmeister                     | BM'in / BM   | BM'in / BM   | Ein Balken und Litze silberfarben                 | sechs Dienstjahre, Lehrgang Zugführer 3 und fünf Sonderlehrgänge                |
| Oberbrandmeisterin / Oberbrandmeister             | OBM'in / OBM | OBM'in / OBM | Zwei Balken und Litze silberfarben                | sieben Dienstjahre, Lehrgang Verbandsführer 3 und sechs Sonderlehrgänge         |
| Hauptbrandmeisterin / Hauptbrandmeister           | HBM'in / HBM | HBM'in / HBM | Drei Balken und Litze silberfarben                | acht Dienstjahre, Lehrgang Verbandsführer 3 und sieben Sonderlehrgänge          |

Nach Truppmannausbildung: Teil 1 Atemschutzgeräteträger-Lehrgang, Atemschutzgeräteträger-Lehrgang II,  Sprechfunklehrgang.
Nach Truppführerlehrgang: Sanitäter der Freiwilligen Feuerwehr, Technische Hilfeleistung Verkehrsunfall, Technische Hilfeleistung Bau, Maschinisten-Lehrgang, Lehrgang GABC-Einsatz, Lehrgang Grundmodul GABC-Einsatz, Lehrgang Praxismodul GABC-Einsatz, Drehleitermaschinisten-Lehrgang, Bootsführerlehrgang, Lehrgang Praxismodul Dekon P, GABC-Erkundung, Lehrgang GABC-Dekontamination, Lehrgang Praxismodul Erkundung, Lehrgang Praxismodul GABC-Messzentrale, Gerätewart-Lehrgang, Atemschutzgerätewartlehrgang I, Atemschutzgerätewartlehrgang II, Grundausbildung für Motorkettensägen, Lehrgang Vorbeugender baulicher Brandschutz.

### Zusätzliche Funktionsabzeichen
Die zusätzlichen Funktionsabzeichen werden oberhalb des Dienstgradabzeichens getragen.

#### Jugendbereich
- Stellvertretender Jugendfeuerwehrwart (rote Flamme, mittig, ohne Rahmen)
- Stellvertretender Stadt-/Gemeindejugendfeuerwehrwart (silberne Flamme, mittig, ohne Rahmen)
- Stv. Stadtjugendfeuerwehrwart in kreisfreien Städten bzw. Stellvertretender Kreisjugendfeuerwehrwart (goldene Flamme, mittig, ohne Rahmen)
- Jugendfeuerwehrwart (rote Flamme, mittig, rote Umrandung)
- Stadt-/Gemeindejugendfeuerwehrwart (silberne Flamme, mittig, silberne Umrandung)
- Stadtjugendfeuerwehrwart in kreisfreien Städten bzw. Kreisjugendfeuerwehrwart (goldenen Flamme, mittig, goldene Umrandung)

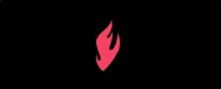
Stv. Jugendfeuerwehrwart
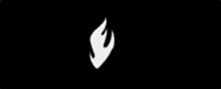
Stv. Gemeinde- oder Stv. Stadtjugendfeuerwehr- wart
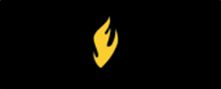
Stv. Stadtjugendfeuerwehr wart (kreisfreie Stadt) bzw. Stv. Kreisjugendfeuerwehr- wart
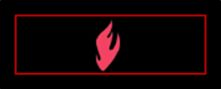
Jugendfeuerwehrwart
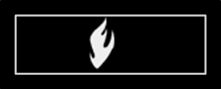
Gemeinde- oder Stadtjugendfeuerwehr- wart
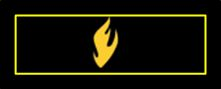
Stadtjugendfeuerwehrwart (kreisfreie Stadt) bzw. Kreisjugendfeuerwehr- wart

#### Städte / Gemeinden
- Stellvertretender Wehrführer (ein silberner Stern, mittig)
- Stellvertretender Stadt-/Gemeindebrandinspektor (in Städten bis 50.000 Einwohner) (zwei silberne Sterne mittig in Reihe)
- Wehrführer (ein silberner Stern mittig mit silberne Umrandung)
- Stadt-/Gemeindebrandinspektor (in Städten bis 50.000 Einwohner) (zwei silberne Sterne mittig in Reihe mit silberne Umrandung)
- Sprecher der Feuerwehr (in Städten ab 50.000 Einwohner ohne Berufsfeuerwehr) (ein Stern mittig mit einem kurzen Balken, links und rechts mit Umrandung)

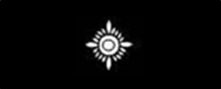
Stv. Wehrführer
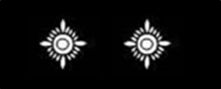
Stv. Gemeindebrandinspektor bzw. Stv. Stadtbrandinspektor  in Städten bis 50.000 Einwohner
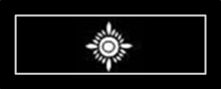
Wehrführer
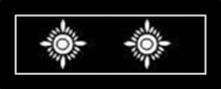
Gemeindebrandinspektor bzw. Stadtbrandinspektor in Städten bis 50.000 Einwohner
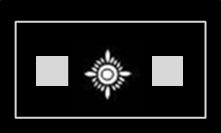
Sprecher in der Feuerwehr > 50.000 Einwohner ohne Berufsfeuerwehr

### Landkreise / Kreisfreie Städte / Sonderstatusstädte
Kreisbrandinspektorinnen und Kreisbrandinspektoren, deren Stellvertreterinnen und Stellvertreter sowie Kreisbrandmeisterinnen und Kreisbrandmeister nach § 13 Absatz 1 HBKG tragen ausschließlich Funktionsabzeichen:
- Kreisbrandmeister, Stellv. Leiter der Feuerwehr (Städte über 50.000 Einwohner ohne Berufsfeuerwehr), Stellv. Stadtbrandinspektor in Städten mit Berufsfeuerwehr (ein goldener Balken, goldene Umrandung mit Goldlitze)
- Stellv. Kreisbrandinspektor, Leiter der Feuerwehr (Städte über 50.000 Einwohner ohne Berufsfeuerwehr), Stadtbrandinspektor in Städten mit Berufsfeuerwehr (zwei goldene Balken, goldene Umrandung)
- Kreisbrandinspektor (drei goldene Balken, goldene Umrandung)

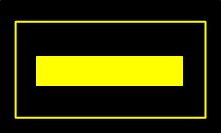
Stv. Stadtbrandinspektor in Städten mit Berufsfeuerwehr, Stv. Leiter einer Feuerwehr in Städten > 50.000 Einwohner ohne Berufsfeuerwehr oder Kreisbrandmeister
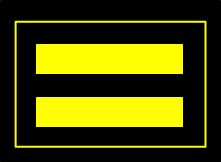
Stadtbrandinspektor in Städten mit Berufsfeuerwehr, Leiter einer Feuerwehr in Städten > 50.000 Einwohner ohne Berufsfeuerwehr oder Stv. Kreisbrandinspektor
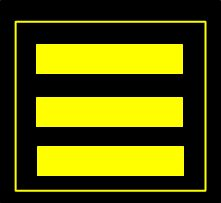
Kreisbrandinspektor

## Berufsfeuerwehren, Landesfeuerwehrschule und Brandschutzaufsicht
Die Dienstgrade der Berufsfeuerwehren, der Landesfeuerwehrschule und der Brandschutzaufsicht ergeben sich ebenfalls aus der Hessischen Feuerwehrbekleidungs- und Dienstgradverordnung (HFDV). Dieser gilt auch für die hauptamtlich tätigen Beamten im Einsatzdienst der Freiwilligen Feuerwehren. Die Dienstgradabzeichen stimmen in Größe, Form und Trageweise mit denen der Freiwilligen Feuerwehren überein. Für Beamte ist der Dienstgrad untrennbar mit der Besoldungsgruppe verbunden, die zwecks Vergleichbarkeit mit aufgeführt werden.
| Dienstgrad                                                                           | Abkürzung                                       | Abzeichen                               | Beschreibung                                                                                         | Besoldungsgruppe                      |
| Mittlerer feuerwehrtechnischer Dienst                                                | Mittlerer feuerwehrtechnischer Dienst           | Mittlerer feuerwehrtechnischer Dienst   | Mittlerer feuerwehrtechnischer Dienst                                                                | Mittlerer feuerwehrtechnischer Dienst |
| ------------------------------------------------------------------------------------ | ----------------------------------------------- | --------------------------------------- | --- | ------------------------------------- |
| Brandmeisterin / Brandmeister                                                        | BM‘in / BM                                      | Brandmeisterin / Brandmeister           | Zwei Balken und Litze silberfarben                                                                   | A 7                                   |
| Oberbrandmeisterin / Oberbrandmeister                                                | OBM‘in / OBM                                    | Oberbrandmeisterin / Oberbrandmeister   | Drei Balken und Litze silberfarben                                                                   | A 8                                   |
| Hauptbrandmeisterin / Hauptbrandmeister                                              | HBM‘in / HBM                                    | Hauptbrandmeisterin / Hauptbrandmeister | Vier Balken und Litze silberfarben                                                                   | A 9 oder A 9z                         |
| Gehobener feuerwehrtechnischer Dienst                                                |                                                 |                                         | |                                       |
| Brandoberinspektor-Anwärterin / Brandoberinspektor-Anwärter                          | BOIA‘in / BOIA                                  | BIA‘in / BIA                            | Litze silberfarben                                                                                   | Anwärterbezüge                        |
| Brandinspektorin / Brandinspektor                                                    | BI‘in / BI                                      | BI‘in / BI                              | Ein Stern mittig und Litze silberfarben                                                              | A 9                                   |
| Brandoberinspektorin / Brandoberinspektor                                            | BOI‘in / BOI                                    | BOI‘in / BOI                            | Zwei Sterne mittig in Reihe und Litze silberfarben                                                   | A 10                                  |
| Brandamtfrau / Brandamtmann                                                          | BA‘frau / BA                                    | BA‘frau / BA                            | Drei Sterne in Form eines Dreiecks und Litze silberfarben                                            | A 11                                  |
| Brandamtsrätin / Brandamtsrat                                                        | BAR‘in / BAR                                    | BAR‘in / BAR                            | Vier Sterne in Form einer Raute und Litze silberfarben                                               | A 12                                  |
| Brandoberamtsrätin / Brandoberamtsrat                                                | BOAR‘in / BOAR                                  | BOAR‘in / BOAR                          | Fünf Sterne, davon vier in Form eines Rechtecks, ein Stern mittig und Litze silberfarben             | A 13 oder A 13z                       |
| Höherer feuerwehrtechnischer Dienst                                                  |                                                 |                                         | |                                       |
| Brandreferendarin / Brandreferendar                                                  | BRef‘in / BRef                                  | BRef‘in / BRef                          | Litze goldfarben                                                                                     | Anwärter-Bezüge                       |
| Brandrätin / Brandrat                                                                | BR‘in / BR                                      | BR‘in / BR                              | Ein Stern mittig und Litze goldfarben                                                                | A 13 hD                               |
| Brandoberrätin / Brandoberrat                                                        | BOR‘in / BOR                                    | BOR‘in / BOR                            | Zwei Sterne mittig in Reihe und Litze goldfarben                                                     | A 14                                  |
| Branddirektorin / Branddirektor                                                      | BD‘in / BD                                      | BD‘in / BD                              | Drei Sterne in Form eines Dreiecks und Litze goldfarben                                              | A 15                                  |
| Leitende Branddirektorin / Leitender Branddirektor Ministerialrätin / Ministerialrat | Ltd. BD‘in / Ltd. BD MR’in / MR                 | Ltd. BD‘in / Ltd. BD                    | Vier Sterne in Form einer Raute und Litze goldfarben                                                 | A 16                                  |
| Direktor/in der Branddirektion Direktor/in der Landesfeuerwehrschule                 | Dir‘in BrandD / Dir BrandD Dir‘in LFS / Dir LFS | BD‘in / BD                              | Fünf Sterne, davon vier in Form eines Rechtecks, ein Stern mittig und Litze goldfarben               | B 2 oder B 3                          |
| Landesbranddirektorin / Landesbranddirektor Ministerialrätin / Ministerialrat        | LBD’in / LBD MR’in / MR 5                       | LBD’in / LBD                            | Fünf Sterne, davon vier in Form eines Rechtecks, ein Stern mittig in Eichenlaub und Litze goldfarben | B 2 oder B 3                          |

## Funktionskennzeichnung im Einsatz
Bei Einsätzen arbeiten die Rettungskräfte oft mit anderen Institutionen und Rettern aus dem größeren Umkreis zusammen, nicht immer ist daher klar wer über welche Qualifikation oder welche Funktion verfügt. Die verschiedenen Kennzeichnungen helfen dabei die Kommunikationswege so kurz wie möglich und den Einsatz damit effizienter zu gestalten. Die Funktionskennzeichnung steht nicht unmittelbar mit dem Dienstgrad in Verbindung.

### Helmkennzeichnung
- Punkt mit 20 mm Durchmesser, Richtfarbe: Rot RAL 3019
- Punkt mit 20 mm Durchmesser, Richtfarbe: Blau RAL 5017 (ähnlich)
- Streifen mit 70 mm Länge und 10 mm Breite, Richtfarbe: Rot RAL 3019
- Ring umlaufend mit jeweils 10 mm Breite, Richtfarbe: Rot RAL 3019
- Werden beide farbigen Punkte auf einem Helm verwendet, so sind diese horizontal oberhalb des Reflexstreifens in der Reihenfolge Blau/Rot anzuordnen.

gezeigte Darstellungen sind nicht maßstabsgerecht.
| Kennzeichnung | Freiwillige Feuerwehr                | Berufsfeuerwehr |
| ------------- | ------------------------------------ | --- |
|               | Sanitäter der Freiwilligen Feuerwehr | entfällt (Die Ausbildung des mittleren Dienstes schließt in Hessen den Rettungssanitäter mit ein). Darüber hinaus können je nach Stadt Feuerwehrbeamte auch als Rettungsassistent oder sogar Notfallsanitäter ausgebildet sein. |
|               | Atemschutzgeräteträger               | Atemschutzgeräteträger (Kennzeichnung ist keine Pflicht) |
|               | Gruppenführer                        | Gruppenführer, Fahrzeugführer |
|               | Zugführer                            | Zug- oder Wachabteilungsführer |
|               | Stadtbrand-, Gemeindebrandinspektor  | Beamter des gehobenen feuerwehrtechnischen Dienstes, Verbandführer, Kreisbrandmeister |
|               | Leiter einer Feuerwehr*              | Kreisbrandinspektor, Beamter des höheren feuerwehrtechnischen Dienstes |
|               | –                                    | Landesbranddirektor |

*in Städten >50.000 Einwohner ohne Berufsfeuerwehr

### Kennzeichnungswesten
Im Einsatz tragen Fach- und Führungskräfte zur Kennzeichnung eine farbige Weste mit ergänzender Funktionsaufschrift auf dem Rückenteil. Die Weste wird über der jeweiligen Einsatzkleidung getragen. Die Farben sind dabei verschiedenen Funktionen zugeordnet.
| Funktion | Bildliche Darstellung | Westenaufschrift              |
| --- | --------------------- | ----------------------------- |
| Technische Einsatzleiterin / Technischer Einsatzleiter                                                                             | Gelb                  | Einsatzleiter                 |
| Abschnittsleiterin / Abschnittsleiter                                                                                              | Weiß                  | Abschnittsleiter              |
| Zugführerin / Zugführer | Rot                   | Zugführer                     |
| Fahrzeugführer/in Gruppenführer/in Staffelführer/in                                                                                | Orange                | je nach Einsatz und Feuerwehr |
| Fachberaterin / Fachberater Sonderfunktion (bspw. Atemschutzüberwachung) Leitender Notarzt Organisatorischer Leiter Rettungsdienst | Blau                  | je nach Funktionsausübung     |
| Pressesprecherin / Pressesprecher                                                                                                  | Grün                  | Presse, Pressesprecher        |
| Kräfte der psychosozialen Notfallversorgung (PSNV)                                                                                 | Blau                  | PSNV, Notfallseelsorge(r)     |